# 刘广 (前赵)
刘广（?—?），新兴（今山西忻州市）匈奴人。刘亮之子，刘防的父亲，刘曜的曾祖父。318年，刘曜称帝，追尊他为献皇帝。